# Študentski pevski zbor Filozofske fakultete
Študentski pevski zbor Filozofske fakultete (ŠPZFF) (včasih imenovan tudi Pevski zbor Filozofske fakultete, PZFF) je mešani pevski zbor študentov z vseh oddelkov Filozofske fakultete v Ljubljani, ki ga od ustanovitve 11. oktobra 2010 vodi Tjaša Ribizel. Od oktobra 2014 v okviru ŠPZFF deluje moški oktet. 

## Ustanovitev
Spomladi 2010 je skupina študentov na Oddelek za muzikologijo Filozofske fakultete v Ljubljani naslovila prošnjo po strokovnem vodstvu. Vodstvo oddelka jo je posredovalo zaposlenim, odzvala pa se je tedaj MR Tjaša Ribizel. Skupina se je na spoznavni vaji sešla sredi maja v muzikološki knjižnici ter se v prihodnjih nekaj tednih pred počitnicami še nekajkrat sešla, zaradi okoliščin pa ni uradno nastopila, čeprav se je med člani pojavil predlog za poimenovanje zbora Krešendo.
Prvi sestanek v novem študijskem letu je bil sklican 11. oktobra. Sestav še vedno ni imel uradnega imena in po tehtnem premisleku je zborovodkinja Tjaša Ribizel predstavila novo vizijo zbora pod pokroviteljstvom Filozofske fakultete in predlagala novo ime: Študentski pevski zbor Filozofske fakultete. Ime je bilo sprejeto, saj se je skladalo z željo po odprtosti do vseh potencialnih članov. Zaradi majhnosti ustanovne skupine in neodločenosti nekaterih članov, naj petje nadaljujejo, razlik v glasbeni izobrazbi in glasovne neuravnoteženosti je bilo za obstoj zbora in izvedbo zahtevnejšega programa obstoječo zasedbo nujno razširiti. Prizadevanja za nove člane so stekla takoj v naslednjih dneh, tako da je zbor že kmalu začel z vajami v večernem torkovem terminu, ki je postal zborovska stalnica. V torek, 21. decembra, je imel ob 13.00 v avli Filozofske fakultete svoj prvi javni nastop, božični koncert z izborom črnskih duhovnih pesmi.    

## Nastopi in program
Kot Filozofsko fakulteto predstavljajoči zbor ŠPZFF skrbi za kulturni program fakultetnih prireditev, npr. Teden Filozofske fakultete, božični koncert (21. 12. 2010, 20. 12. 2013, 18. 12. 2014) ob božičnem voščilu, Študentski dnevi filozofske fakultete, Slavnostna podelitev priznanj za tutorsko delo, otvoritve razstav in drugi posebni dogodki, npr. nastop triade akademij na Kongresnem trgu 12. junija 2013, obletnica muzikologije ... Zbor v manjši zasedbi poje tudi ob žalnih sejah. Pogosto nastopa skupaj z Orkestrom muzikološkega društva. Na pobudo skandinavistov je ŠPZFF nastopil tudi ob praznovanju švedskega praznika sv. Lucije v avli fakultete in 13. decembra 2011 prvič v Evangeličanski cerkvi Primoža Trubarja, kar se je nadaljevalo tudi v sledečih letih (13. 12. 2012, 13. 12. 2013, 12. 12. 2014).  
Nastopili so še na Informativi '12, Liber.ac 2012, Prazniku glasbe 2012, Etno=Fletno (2014), na koncertu v Celju Vesperae Musicae 29. junija 2013, podelitvi nagrade jabolko kakovosti 19. 12. 2013 v ljubljanskem hotelu Union, koncertu na Otlici 10. 5. 2014, koncertu v Letušu 28. 6. 2014. Sodelovali so pri vsezborovskem dobrodelnem koncertu Fakultete za družbene vede 120 glasov – 1 skupen namen, Flashmobu na Prešernovem trgu 2014 in 23. decembra 2014 z drugimi zbori Univerze v Ljubljani ob proslavi ob dnevu samostojnosti. Decembra 2014 so bili gostje oddaje Dobro jutro na RTV Slovenija. V četrtek, 20. februarja 2015, so prvič sodelovali na reviji Ljubljanski zbori (II. koncert).
Letni koncerti: 24. maja 2011 (avla FF),  25. aprila 2012 (Španski borci), 7. maja 2013 (Španski borci), 22. maja 2014 (Kazina), 31. maja 2015 (Kazina), 28. maja 2017 (Kazina).